# The Hunting Party (album)
The Hunting Party is het zesde studioalbum van de Amerikaanse rockband Linkin Park. Aan het door Mike Shinoda en door de band geproduceerde album werd begonnen in 2013 en na het album in hetzelfde jaar en in 2014 te hebben opgenomen, werd het album op 13 juni 2014 uitgebracht onder Warner Bros. en Machine Shop. De keuze voor de leadsingle viel op Guilty All the Same, dat 7 maart 2014 uitkwam. Op 5 mei debuteerde de tweede single Until It's Gone op de radio. Om de promotie te versterken werden er begin juni drie andere singles uitgebracht: Wastelands, Rebellion en Final Masquerade.
Het album is een vertrek van de elektronische rockmuziek die de band in haar geluid incorporeerde op de vorige twee studioalbums A Thousand Suns uit 2010 en Living Things uit 2012. Waar het eerstgenoemde album een experimenteel album was, bevatte het tweede album meer energie door meer uptempo nummers met meer rock. The Hunting Party zet deze ontwikkeling voort door de elektronische rock af te zweren en meer nadruk om de rockmuziek te leggen. Het album, door Shinoda beschreven als simpelweg "een rockalbum", is een statement van de band tegen de hedendaagse mainstream rock- en active rockbands, die volgens Shinoda proberen de muziek van andere bands te kopiëren en te maken waardoor ze het op veilig spelen. Het opnameproces verschilde daarnaast van de gebruikelijke manieren. Ten eerste is dit het eerste studioalbum dat door de band zelf is geproduceerd (nadat de eerste twee albums door Don Gilmore en de laatste drie door Rick Rubin zijn geproduceerd). Tevens zijn de nummers door middel van jamming en improvisatie ontstaan, iets waar de band in het verleden moeite mee had. Ten slotte is het het eerste studioalbum dat samenwerkingen met andere muzikanten bevat. Page Hamilton van Helmet, Rakim van de vroegere Eric B. & Rakim, Daron Malakian van System of a Down en Tom Morello van Rage Against the Machine leveren een bijdrage.

## Achtergrond
Na de eerste twee nu-metalstudioalbums Hybrid Theory uit 2000 en Meteora uit 2003 wilde de band geen vervolg geven aan het geluid van deze albums omdat het zichzelf niet wilde herhalen en meer wilde experimenteren met het geluid van de band. Dit resulteerde in het het alternatieve-rockgestileerde Minutes to Midnight uit 2007. Het experimenteren, onder de vrije leiding van Rick Rubin, zette zich in diepere mate voort op het elektronische-rockalbum A Thousand Suns uit 2010, dat door met het in elektronica gedoopte geluid voor polariserende reacties zorgde. Met Living Things uit 2012 wilde de band het rockgeluid van de eerste twee albums combineren met het experimentele aspect van de laatste twee. Deze twee albums waren vooral bedoeld om iets nieuws te willen maken en om niet in hun oude voetstappen te treden.
De origines van het zesde album zijn afkomstig uit de demo's die Shinoda tijdens het toeren ter promotie van Living Things maakte. Hij kreeg positieve reacties van de andere bandleden en van Rubin, maar het viel Rubin wel op dat ze meer 'poppy' waren dan dat hij verwacht had. Hierna luisterde Shinoda deze nummers terug en ontstond er een afkeer voor dit geluid, waarna hij deze demo's weggooide, om met nieuwe demo's te beginnen. Nadat hij een demo voor de uiteindelijke leadsingle Guilty All the Same schreef, liet hij deze aan zanger Chester Bennington horen, die hiervan opgewonden raakte en zich kon vinden in het schrijven van meer uptempo, energieke, hardrocknummers.
Het terugkeer naar de muzikale insteek van de eerste twee albums werd duidelijk door de bands benadering om terug te gaan naar hun oorspronkelijk geluid en het elektronische gedeelte weg te laten. De band gebruikte Hybrid Theory als een sjabloon, maar dan in een moderne versie. Gitarist Brad Delson, die het album met Shinoda produceerde en tevens weer een prominente rol speelt als leadgitarist, vertelde in een interview dat het nieuwe album een soort alternatieve versie van Hybrid Theory is en misschien wel een voorloper vanwege het feit dat de leden hun invloeden haalden uit de muziek die zij luisterden toen ze nog jong waren. Ze moesten van Shinoda hun innerlijke tieneridealen naar boven halen als inspiratie voor de nieuwe muziek.

## Compositie
Het album wordt beschreven door de band als een "jaren-'90 album". Een soort "hardcore-punk-trash" maar op een manier die je nog nooit gehoord hebt, vertelde Shinoda. Daarentegen is het album beïnvloed door de bands die de bandleden beluisterden voordat ze begonnen met hun carrière. Het album is daarom ook een reactie opdat rockmuziek van tegenwoordig te poppy is. Shinoda beschreef ook dat de band niet die kant op wilde en het roer compleet wilden omgooien. Dat het album naar een agressieve kant op moest gaan. In een interview met MusicRadar vertelde Delson ook dat het album vol zou staan met solo's. De band begon ook compleet met een andere manier van nummers schrijven. In plaats van demo's maken begon de band met jammen en improviseren uit spontaniteit.

## Opnamen
Ondanks het feit dat de band al hun vorige albums op heeft genomen in de NRG Studios, vertrokken ze deze keer naar een nieuwe studio. Shinoda wilde dit omdat de band in een andere ruimte zou zijn en een andere sfeer zou hangen en men dit ook zou merken op het album. De band zat uiteindelijk vijf tot zes dagen in de studio. Voor drummer Rob Bourdon was het opnemen een flinke uitdaging omdat hij zich moest pushen om zich aan te kunnen passen aan de stijl en snelheid van de nieuwe nummers. Zelf beweert Bourdon ook dat het zijn moeilijkste album was om op te nemen maar dat hij zeer tevreden is met het eindresultaat en het hem een betere drummer heeft gemaakt. Delson gebruikte verschillende gitaarversterkers om een passende gitaartoon te kunnen vinden die hij het hele album kon gebruiken. Hij was nu ook meer betrokken bij de productie en het schrijven van de gitaarpartijen in tegenstelling tot vorige albums waarin Shinoda dat deed. Op vorige albums speelde hij altijd wel gitaar, maar was hij ook meer bezig om nieuwe instrumenten te leren spelen. Met dit album wilde hij zijn liefde en plezier voor de gitaar terugvinden. Voor solo's warmde Delson zich dan ook een uur op zodat hij als er opgenomen werd uit improvisatie ging spelen. Benningtons betrokkenheid kwam later in het proces omdat hij toerde met zijn andere band Stone Temple Pilots.

## Release en promotie
In 2013 bracht Linkin Park voor het laatst nieuwe muziek uit. In oktober 2013 bracht het het remixalbum Recharged, bestaand uit remixen van de nummers van de bands vijfde studioalbum Living Things. Deze werden in 2012 en 2013 door verschillende onder handen genomen, waaronder bandlid Mike Shinoda en producer Rick Rubin. Als lead- en enige single werd A Light that Never Comes uitgebracht, een electrohousenummer met Steve Aoki dat paste in de EDM-stijl van het album. Op 28 februari 2012 bevestigde Aoki dat er een tweede samenwerking tussen beide artiesten is opgenomen en dat het op zijn tweede studioalbum Neon Future zou staan.
Per zondag 2 maart 2014 was de website van Linkin Park niet meer beschikbaar. Er was alleen een splashpagina zichtbaar met lichtgrijze wolken die bewogen en langzaam wegtrokken om op dinsdag 4 maart de logo's van Linkin Park, Thirty Seconds to Mars en AFI te tonen. Dit sloot aan met een tweet van Shinoda op een dag eerder, met daarin "Recharging in the snow; this week is going to be an action packed week. Stay tuned." In de periode dat de wolken de logo's nog bedekten, begonnen de geruchten over een mogelijke gezamenlijke tour met de band van zanger Jared Leto. Deze werden versterkt door drie gelekte tourdata en een pagina op een aan 30 Seconds to Mars-gelinkte website waarop de data te vroeg werden gepubliceerd. Op 4 maart hielden Bennington, Shinoda en Leto een persconferentie over de tour, die The Carnivores Tour heet, op VyRT.com, de streamwebsite van Leto. De titel van de tour verwijst naar het geluid van het album van Linkin Park, zo werd bekend tijdens een interviewsessie voor radiostations waar Shinoda en Tomo Milicevic.
Op maandag 3 maart verraste de band met de upload van een filmpje van 22 seconden op de social media. In het filmpje speelde de band een gedeelte van een onbekend nummer dat een hardrockgeluid had af in de opnamestudio´s. Op een kladblok stond "The Hunting Party 6.14" geschreven. Deze stijl past bij de visie van de band die het had voor het album. De visie zorgde ervoor dat de band voelde dat het geen begeleiding nodig had van een externe producer waardoor het het album zelf produceerde. Dit is voor het eerste album met nieuw materiaal dat de band zelf produceert sinds de ep Hybrid Theory en het eerste studioalbum dat zelfgeproduceerd is. Shinoda liet in een radio-interview weten dat hij de energie terug wil krijgen in de muziek. Later op de dag vond de fanbase dat er een nieuwe nummer aan de database van BMI was toegevoegd, getiteld Guilty All the Same. Op maandag 5 juni streamde de band hun nieuwe album op iTunes om de fans een klein voorproefje te geven. Op 5 mei debuteerde de tweede single Until It's Gone op de radio. Om de promotie te versterken werden er begin mei drie andere singles uitgebracht: Wastelands, Rebellion en Final Masquerade.

## Tracklist
| 1.                 | Keys to the Kingdom                 | | 03:38 |
| 2.                 | All for Nothing (met Page Hamilton) | | 03:33 |
| 3.                 | Guilty All the Same (met Rakim)     | Chester Bennington, Rob Bourdon, Brad Delson, Dave Farrell, Joe Hahn, Mike Shinoda, William Griffin | 05:55 |
| 4.                 | The Summoning                       | | 01:00 |
| 5.                 | War                                 | | 02:11 |
| 6.                 | Wastelands                          | | 03:15 |
| 7.                 | Until It's Gone                     | | 03:53 |
| 8.                 | Rebellion (met Daron Malakian)      | | 03:44 |
| 9.                 | Mark the Graves                     | | 05:05 |
| 10.                | Drawbar (met Tom Morello)           | | 02:46 |
| 11.                | Final Masquerade                    | | 03:37 |
| 12.                | A Line in the Sand                  | | 06:35 |
| Totale duur: 45:12 |                                     | |       |

| 1.                 | Intro               |                                           | 02:31 |
| 2.                 | A Place for My Head | Linkin Park, Mark Wakefield, Dave Farrell | 02:49 |
| 3.                 | New Divide          | Linkin Park                               | 04:40 |
| 4.                 | Somewhere I Belong  | Linkin Park                               | 04:16 |
| 5.                 | Points of Authority | Linkin Park                               | 03:21 |
| 6.                 | Lies Greed Misery   | Linkin Park                               | 02:28 |
| 7.                 | Lost in the Echo    | Linkin Park                               | 03:55 |
| 8.                 | What I've Done      | Linkin Park                               | 03:37 |
| 9.                 | Burn It Down        | Linkin Park                               | 03:54 |
| 10.                | In the End          | Linkin Park                               | 03:29 |
| 11.                | Bleed It Out        | Linkin Park                               | 04:51 |
| 12.                | One Step Closer     | Linkin Park                               | 04:10 |
| Totale duur: 41:21 |                     |                                           |       |

## Personeel
Linkin Park
- Chester Bennington: leadvocals, achtergrondvocals
- Rob Bourdon: drum, percussie
- Brad Delson: leadgitaar, producer
- Dave "Phoenix" Farrell: basgitaar
- Joe Hahn: turntables, synth, samples, keyboard, programmering
- Mike Shinoda: ritmisch gitarist, leadvocals, achtergrondvocals, producer, MC, piano, synthesizer

Gastmuzikanten
- Page Hamilton: vocals (op All for Nothing)
- Daron Malakian: gitaar (op Rebellion)
- Tom Morello: gitaar (op Drawbar)
- Rakim: vocals (op Guilty All the Same)

Technisch personeel
- Ethan Mates: engineer
- Brandon Parvini: artwork

Emily Armstrong · Chester Bennington · Rob Bourdon · Colin Brittain · Brad Delson 
Dave Farrell · Joe Hahn · Scott Koziol · Mike Shinoda · Mark Wakefield